# Асанкожа
Асанкожа (Асан-Кожа; каз. Асанқожа) — некрополь, комплекс историко-архитектурных памятников XVIII — начала XX века, одно из наиболее крупных казахских культово-погребальных сооружений (264 объекта). Размеры 250×210 м. Расположен в 50 км к юго-западу от аула Оймауыт Байганинского района Актюбинской области, в долине реки Жем.
Комплекс состоит из мавзолея, построенного из мелового известняка, саганатамов — из опиленных блоков, оградки из плитняка и сырцового кирпича. Среди саганатамов выделяются 2 памятника начала XX века, в которых сложная композиция и декор гармонично увязаны с культовым назначением. Большую группу составляют надгробные камни (кулпытасы) с природными камнями (койтасами) и текстами, написанными арабской вязью. Для сооружений некрополя характерна сложная техника резьбы (опиловка, теска, объемная проработка деталей). Декор, как правило, раскрашивался.